# Natężona pojemność życiowa

Schematyczny spirogram ukazujący zmniejszenie FEV_{1} i FVC u chorego na POChP

Natężona pojemność życiowa, FVC (od ang. forced vital capacity) – największa objętość powietrza, jaką można wydmuchać z płuc podczas maksymalnego, szybkiego wydechu. Jest zwykle niższa niż pojemność życiowa (VC), z uwagi na uwięzienie części powietrza w drogach oddechowych na skutek zapadania się oskrzeli.